# بيتزا نيويورك (سلسلة مطاعم)
نيويورك بيتزا هي سلسلة مطاعم بيتزا روسية مقرها في نوفوسيبيرسك، روسيا. تأسست في عام 1996. تبيع الشركة البيتزا والكيساديلا والبطاطس المقلية والبيرة وما إلى ذلك.

## تاريخ
أسس الشركة رجل الأعمال الروسي الأمريكي إريك شوغرن وزوجته أولغا في نوفوسيبيرسك. افتتح أول مطعم في منطقة جيليزنودوروجني في نوفوسيبيرسك في ديميتروف بروسبكت في عام 1996.
افتتحت بيتزا نيويورك في عام 2015 أول فرع لها في موسكو ثم الفرع الثالث في بارناول.

## وصلات خارجية
- سلسلة بيتزا سيبيريا تظهر الطريق إلى روسيا. رويترز.
- بيتزا فور سيبيريان. يموت تسايت.
- كل شيء يتغير بشكل أسرع بالنسبة لروسيا - بشكل مثير للدهشة. НГС. НОВОСТИ.